# Бастида, Альваро
Альваро Бастида Мойя (исп. Álvaro Bastida Moya; родился 12 мая 2004) — испанский футболист, полузащитник клуба «Кадис». На правах аренды выступает за клуб «Атлетико Санлукеньо».

## Клубная карьера
Уроженец Чиклана-де-ла-Фронтера (провинция Кадис, Андалусия), Альваро является воспитанником футбольной академии местного клуба «Кадис», куда ещё в детстве перешёл из другого местного клуба «Санкти Петри». 25 апреля 2021 года дебютировал за резервную команду «Кадиса»в матче испанской Сегунды против клуба «Севилья Атлетико». 21 мая 2021 года дебютировал в основном составе «Кадиса» в матче испанской Примеры против «Леванте». В возрасте 17 лет и 9 дней стал самым молодым игроком «Кадиса», сыгравшим в высшем дивизионе испанского чемпионата.

## Карьера в сборной
В сентябре 2021 года дебютировал в составе сборной Испании до 18 лет.